# Stanisława Paca
Stanisława Maria Paca (ur. 31 stycznia 1942 w Górkach) – polska polityk, posłanka na Sejm PRL VIII oraz IX kadencji.

## Życiorys
Od 1962 zatrudniona była w Myszkowskich Zakładach Papierniczych, m.in. jako starszy mistrz produkcji. Ukończyła w 1965 technikum chemiczne w Łodzi. Była radną Miejskiej Rady Narodowej w Myszkowie. W 1980 uzyskała mandat posłanki na Sejm PRL VIII kadencji w okręgu Częstochowa z nominacji Polskiej Zjednoczonej Partii Robotniczej (do której wstąpiła w 1962). Zasiadała w Komisji Leśnictwa i Przemysłu Drzewnego, Komisji Pracy i Spraw Socjalnych, Komisji Polityki Społecznej, Zdrowia i Kultury Fizycznej, Komisji Rolnictwa, Gospodarki Żywnościowej i Leśnictwa oraz w Komisji Nadzwyczajnej do rozpatrzenia projektu ustawy „Ordynacja Wyborcza do Sejmu PRL”. W 1985 uzyskała reelekcję z tego samego okręgu. Zasiadała w Komisji Polityki Społecznej, Zdrowia i Kultury Fizycznej, Komisji Nadzwyczajnej do rozpatrzenia projektu ustawy o zmianach w organizacji naczelnych i centralnych organów administracji państwowej oraz w Komisji Przemysłu. Działaczka Patriotycznego Ruchu Odrodzenia Narodowego i Ligi Kobiet Polskich. Otrzymała Złoty i Brązowy Krzyż Zasługi.
Jej córka Monika została działaczką Partii Zieloni.